# Kathedrale und Kirchen von Etschmiadsin und archäologische Stätte von Swartnoz
Kathedrale und Kirchen von Etschmiadsin und archäologische Stätte von Swartnoz ist eine von der UNESCO gelistete Stätte des Weltkulturerbes in Armenien. Die Welterbestätte umfasst die Kathedrale, drei Kirchen und einen Friedhof in Armeniens antiker Hauptstadt Etschmiadsin sowie die östlich der Stadt gelegene archäologische Stätte von Swartnoz mit den Ruinen einer Kathedrale, eines Palastes und anderer Gebäude.

## Hintergrund
Armenien ist der älteste christliche Staat der Welt. Schon 301 (nach anderen Quellen 314) erhob König Trdat III. das Christentum zur Staatsreligion. Die Armenische Apostolische Kirche gehört zu den orientalisch-orthodoxen Kirchen, die sich im 5. Jahrhundert von der römischen Reichskirche getrennt hatten. Vom 2. bis 4. Jahrhundert war Etschmiadsin, damals Wagharschapat genannt, Hauptstadt des Königreichs und wurde auch zum Sitz des Katholikos der Armenischen Apostolischen Kirche. Daher gelten seine Kirchen als wichtiges Beispiel für die frühe armenische Kirchenbaukunst. Dabei handelt es sich vorwiegend um Kreuzkuppelkirchen, meist in Form eines Tetrakonchos (Zentralbau mit vier Konchen). 641 verlegte Katholikos Nerses III. Ischkanetsi seinen Sitz von Etschmiadsin in das benachbarte Swartnoz und ließ dort einen neuen Amtssitz und eine neue Kathedrale bauen.

## Eintragung
Kathedrale und Kirchen von Etschmiadsin und archäologische Stätte von Swartnoz wurde 2000 aufgrund eines Beschlusses der 24. Sitzung des Welterbekomitees als Kulturerbestätte in die Liste des UNESCO-Welterbes eingetragen. In der Begründung für die Eintragung heißt es unter anderem:

„Die Kathedrale und die Kirchen von Etschmiadsin und die archäologischen Überreste in Swartnoz veranschaulichen anschaulich die Entstehung und Entwicklung der armenischen Kreuzkuppelkirche, die einen tiefgreifenden Einfluss auf die architektonische und künstlerische Entwicklung in der Region ausübte.“

Die Eintragung erfolgte aufgrund der Kriterien (ii) und (iii).

„(ii): Die Entwicklungen in der Kirchenarchitektur, die in herausragender Weise durch die Kirchen in Etschmiadsin und die archäologische Stätte von Swartnoz repräsentiert werden, hatten tiefgreifenden Einfluss auf die Gestaltung von Kirchen in einem weiten Gebiet.“

„(iii): Die Kirchen in Etschmiadsin und die archäologische Stätte von Swartnoz veranschaulichen lebendig sowohl die Spiritualität als auch die innovative künstlerische Leistung der armenischen Kirche von ihrer Gründung an.“

## Umfang
Die Welterbestätte besteht aus sechs voneinander getrennten Arealen. Diese umfassen insgesamt einen Schutzbereich von 74,3 ha. Die einzelnen Schutzbereiche sind jeweils von Pufferzonen umgeben. Die Kathedrale, die St.-Gajane-Kirche und der Friedhof haben eine gemeinsame Pufferzone, ebenso die Sankt-Hripsime-Kirche und die Schoghakat-Kirche.
| Ref.-Nr. | Bezeichnung                                                                                        | Lage                                          | erbaut      | Schutzbereich | Pufferzone | Bild           |
| -------- | -------------------------------------------------------------------------------------------------- | --------------------------------------------- | ----------- | ------------- | ---------- | -------------- |
| 1011-001 | Kathedrale von Etschmiadsin mit umgebenden Gebäuden                                                | Etschmiadsin Provinz Armawir (Geokoordinaten) | 618         | 16,4 ha       | 31 ha      | weitere Bilder |
| 1011-002 | St.-Gajane-Kirche mit umgebenden Gebäuden                                                          | Etschmiadsin Provinz Armawir (Geokoordinaten) | 630–634     | 0,4 ha        | 31 ha      | weitere Bilder |
| 1011-003 | Friedhof der Kongregation                                                                          | Etschmiadsin Provinz Armawir (Geokoordinaten) |             | 11,4 ha       | 31 ha      |                |
| 1011-004 | Sankt-Hripsime-Kirche                                                                              | Etschmiadsin Provinz Armawir (Geokoordinaten) | 618         | 19,2 ha       | ?          | weitere Bilder |
| 1011-005 | Schoghakat-Kirche                                                                                  | Etschmiadsin Provinz Armawir (Geokoordinaten) | 1694        | 6,2 ha        | ?          | weitere Bilder |
| 1011-006 | Archäologische Stätte von Swartnoz mit den Ruinen der Kathedrale, des Palastes und anderer Gebäude | Swartnoz Provinz Armawir (Geokoordinaten)     | 643/650–651 | 18,8 ha       | 24 ha      | weitere Bilder |